# Jackson Richardson
Jackson Richardson (ur. 14 czerwca 1969 w Saint-Pierre), były francuski piłkarz ręczny, wielokrotny reprezentant kraju, występował na pozycji środkowego rozgrywającego, brązowy medalista Letnich Igrzyskach Olimpijskich w Barcelonie. W 1995 roku został wybrany najlepszym piłkarzem ręcznym roku na świecie. W 2001 roku został wybrany najlepszym sportowcem roku we Francji. Karierę sportową zakończył w 2008 roku.
W 2004 został wybrany chorążym reprezentacji Francji na Igrzyskach Olimpijskich w Atenach.

## Kariera
- 1989-1991  Paris Asnieres
- 1991-1997  Olympique Vitrolles
- 1997-2000  TV Großwallstadt
- 2000-2005  Portland San Antonio
- 2005-2008  Chambéry Savoie HB
- 2009-2009  Rhein-Neckar Löwen

## Sukcesy

### reprezentacyjne
- 1992:  brązowy medal olimpijski
- 1995, 2001:  mistrzostwo świata
- 1993:  wicemistrzostwo świata
- 1997, 2003, 2005:  brązowy medal mistrzostw świata

### klubowe
- 2001:  zwycięstwo w Lidze Mistrzów EHF
- 1993, 2004:  puchar EHF
- 1994, 1996:  mistrzostwo Francji
- 1994, 1996:  puchar Francji
- 2002, 2005:  mistrzostwo Hiszpanii
- 2001, 2002:  superpuchar Hiszpanii
- 2001:  puchar Króla

## Nagrody indywidualne
- 1990: MVP Mistrzostw Świata
- 1995: najlepszy piłkarz ręczny roku na świecie
- 1995: najlepszy środkowy rozgrywający Mistrzostw Świata
- 2000: najlepszy środkowy rozgrywający mistrzostw Europy
- 2001: zwycięzca plebiscytu na najlepszego sportowca Francji
- 2003, 2004, 2005: najlepszy środkowy rozgrywający sezonu w hiszpańskiej Lidze ASOBAL

## Wyróżnienia
- Odznaczony Legią Honorową V klasy.